# Follia nell'arte
La follia nella storia dell'arte è un tema evocato da artisti di ogni epoca come simbolo di genialità, turbamento, ribellione o critica sociale. Dall’antichità fino ai giorni nostri, la rappresentazione della follia ha attraversato diverse forme, stili e significati, riflettendo i mutamenti culturali e filosofici del rapporto tra normalità e devianza, ragione e immaginazione.

## Origini e sviluppo storico

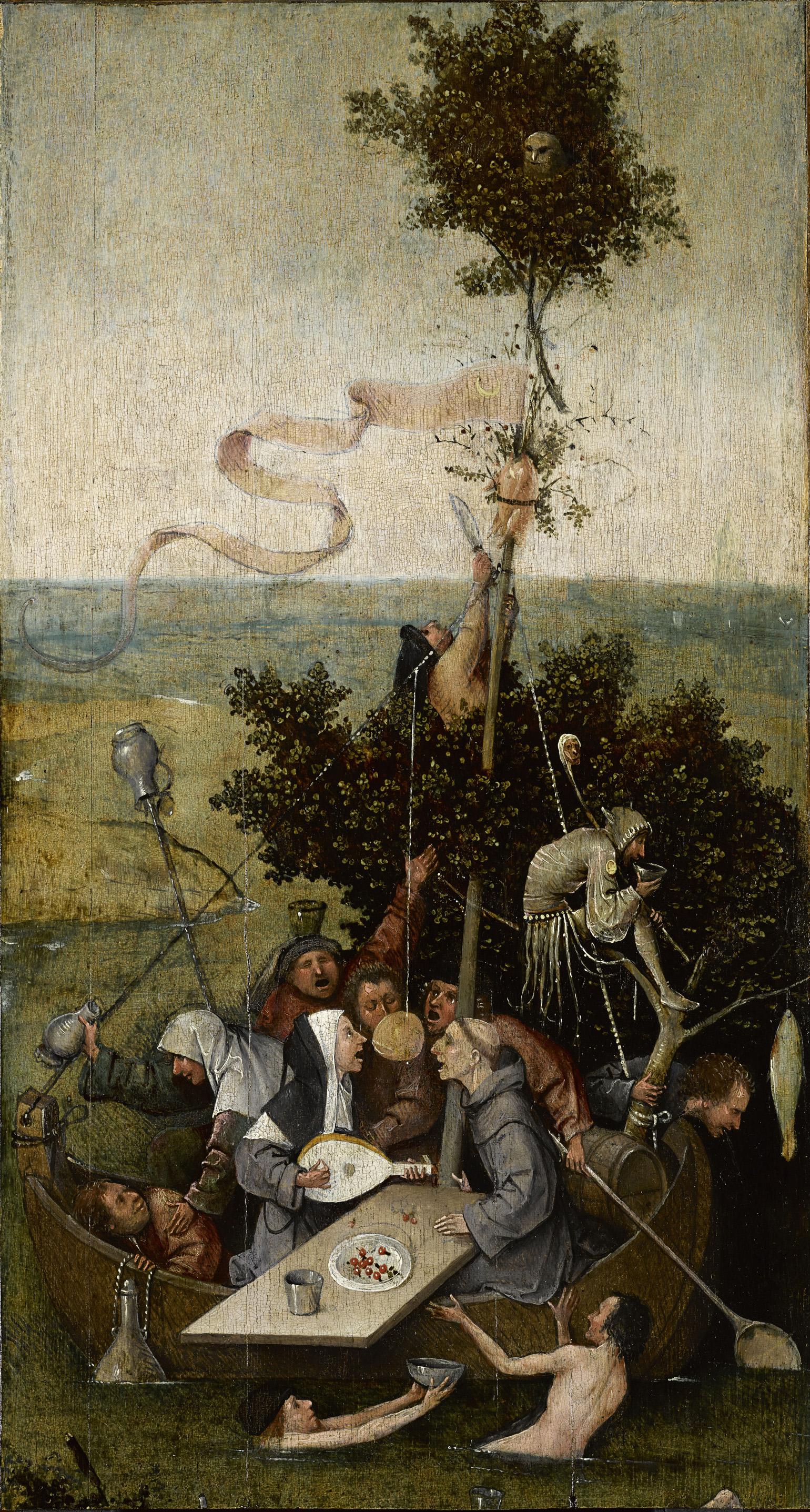
Nave dei folli (Bosch).

Il rapporto tra arte e follia si radica nell’idea dell’artista come figura "diversa", spesso ispirata da un’estasi creativa o da visioni fuori dall’ordinario. Già nell’antica Grecia, il concetto di "mania" (μανία) era associato al dono divino della profezia e della creatività. Tuttavia, è durante il Medioevo e il Rinascimento che la follia comincia a essere rappresentata in modi più complessi e allegorici. Opere come la Nave dei folli (1494) di Hieronymus Bosch, ritraggono la follia come una condizione collettiva, simbolo di decadenza morale e caos.

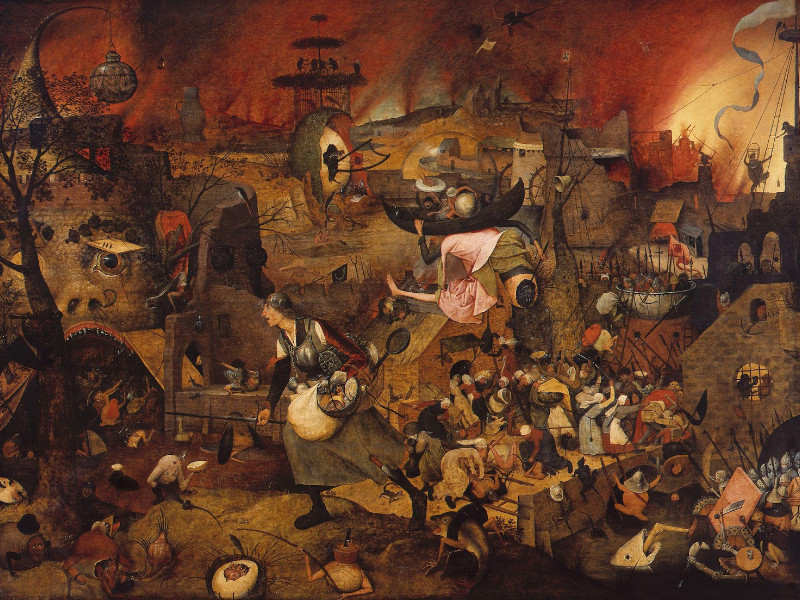
Margherita la Pazza

Nel Cinquecento, Pieter Bruegel il Vecchio, con il dipinto Margherita la Pazza (1563), esplora la follia attraverso immagini grottesche e narrative simboliche, attribuendole un carattere femminile e legandola al folklore fiammingo. Questi lavori riflettono la percezione popolare della follia come una condizione liminale tra umano e sovrannaturale.

## Romanticismo e l’artista maledetto
Con l'avvento del Romanticismo nell'Ottocento, l’idea dell’artista folle si consolida. La follia diventa sinonimo di libertà creativa e ribellione contro le convenzioni sociali. Gustave Courbet, con il suo Autoritratto o Uomo disperato (1843), rompe con i canoni accademici per esprimere l’intensità emotiva e il tormento interiore. Quest’opera anticipa il mito dell’artista "maledetto", una figura che si manifesta anche nelle vite e nelle opere di geni come Vincent van Gogh e Antonio Ligabue, entrambi segnati da profonde sofferenze psichiche.
Van Gogh, in particolare, è un simbolo dell’unione tra genio artistico e disturbi mentali. Internato nell’ospedale psichiatrico di Saint-Rémy, crea opere che riflettono un’intensità emotiva senza precedenti, trasformando la sua condizione in arte universale. Anche Antonio Ligabue, attraverso le sue rappresentazioni animalesche e i paesaggi vibranti, trasforma il disagio psichico in un'espressione unica e potente.

## Arte moderna e il trionfo della follia

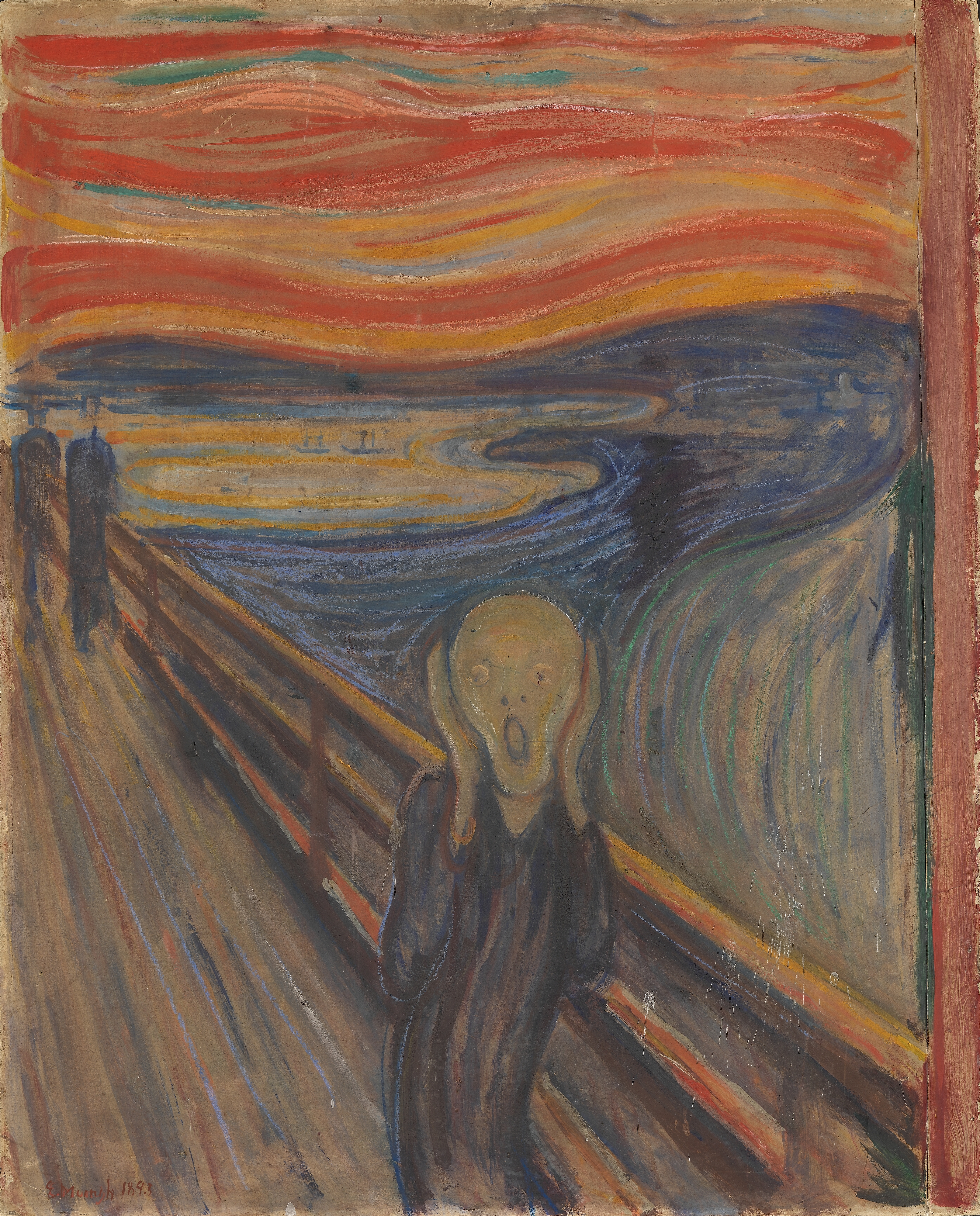
L'urlo (Edvard Munch).

Con l’arrivo dell’arte moderna, la follia viene celebrata come una forza creativa liberatoria. Artisti come Edvard Munch ed esponenti del movimento espressionista abbracciano l’intensità emotiva della follia per rappresentare i turbamenti dell'anima umana. L’Urlo (1893) di Munch, per esempio, è considerato l’icona dell’angoscia esistenziale e del disagio moderno, un grido che deforma la realtà e la materia stessa del quadro.
Anche Giacomo Balla, in opere come La Pazza (1905), rappresenta la follia con una sensibilità umana e sociale, ritraendo figure ai margini della società con uno stile empatico e luminoso. Il suo approccio combina l’influenza del Divisionismo con un forte realismo psicologico.

## Follia e critica sociale

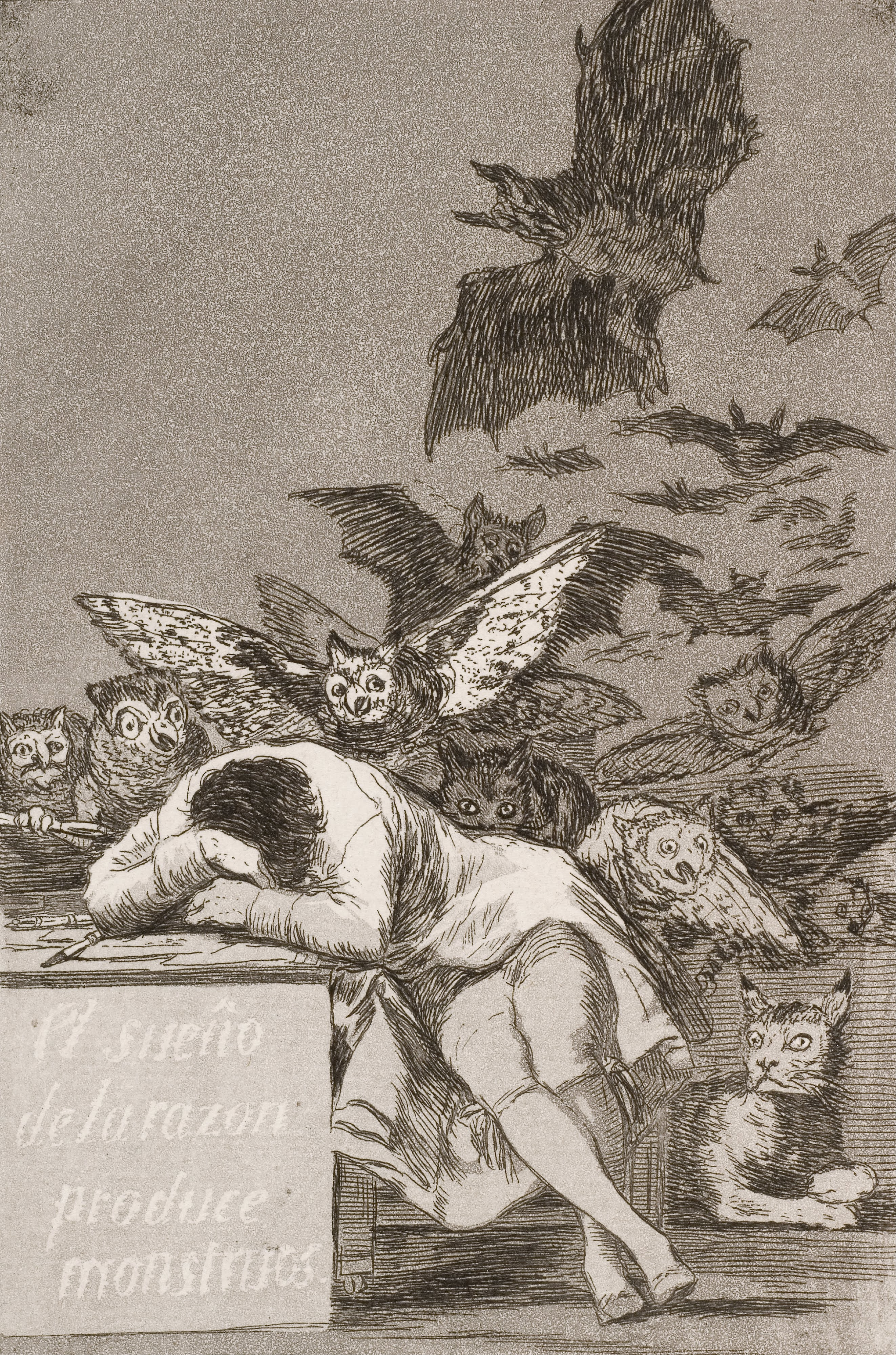
Il sonno della ragione genera mostri (Francisco Goya).

La rappresentazione della follia nell’arte non si limita all’indagine psicologica, ma diventa anche una critica ai sistemi sociali e istituzionali. Francisco Goya, con l'acquaforte Il sonno della ragione genera mostri (1797), esplora il confine tra ragione e immaginazione, denunciando le aberrazioni prodotte dalla mancanza di razionalità. Allo stesso modo, opere come La sala delle agitate al Bonifazio di Firenze (1865) di Telemaco Signorini ritraggono i manicomi come luoghi di oppressione e sofferenza, sollevando interrogativi sull’umanità dei trattamenti riservati ai malati mentali.
Nel Novecento, il lavoro di Franco Basaglia e la chiusura dei manicomi in Italia (Legge 180 del 1978) hanno influenzato profondamente la rappresentazione artistica della follia. Mostre come il Museo della Follia, curate da Vittorio Sgarbi, hanno esplorato il tema attraverso opere di artisti che hanno vissuto o rappresentato il disagio mentale, da Alda Merini a Francis Bacon, rivelando la vulnerabilità e l’umanità dei "condannati senza colpa".

## Il significato della follia nell'arte
Come scrisse Erasmo da Rotterdam nel suo Elogio della follia (1509), "Ogni azione che gli uomini compiono è intrisa di pazzia". La follia nell’arte, lungi dall’essere solo una condizione patologica, è spesso vista come un mezzo per accedere a una realtà più profonda e autentica. Jean Dubuffet descrisse la follia come "ali che spingono l’uomo alla chiaroveggenza". Questo concetto trova eco nelle rappresentazioni artistiche di ogni epoca, che alternano paura e fascinazione, denuncia sociale e celebrazione della diversità.
L'arte e la follia continuano a dialogare, rivelando la complessità dell’animo umano e spingendo lo spettatore a interrogarsi sui limiti della normalità e sul significato della libertà creativa.